# Matigny
Matigny település Franciaországban, Somme megyében. Lakosainak száma 499 fő (2022. január 1.). Matigny Y, Croix-Moligneaux, Douilly, Offoy, Quivières, Sancourt, Villecourt és Voyennes községekkel határos.

## Népesség
A település népességének változása:
| Lakosok száma | 519  | 498  | 508  | 503  | 505  | 502  | 495  | 492  | 499  |
|               | 2013 | 2015 | 2016 | 2017 | 2018 | 2019 | 2020 | 2021 | 2022 |